# かの名はポンパドール
『かの名はポンパドール』（かのなはポンパドール）は、佐藤賢一によるポンパドゥール夫人を題材とした歴史小説。また、小説を原作とした紅林直作画による漫画。

## 概要
小説は『GRACE』（世界文化社）と『家庭画報』（世界文化社）で2009年5月から同年9月まで連載された。『読売新聞』2013年11月24日朝刊に石田千の書評が掲載された。石田は念入りな資料の精査と取材に基づく筆致を「はるか異国のむかしのその場を、近所の噂のように読めていく」と評している。
漫画は『ジャンプ改』（集英社）で創刊号（2011年8月）から、2013年9月まで連載された。コミックスは全4巻。

## 登場人物
ジャンヌ・アントワネット・ポワソン
本作の主人公。物語の開始時点ではエティオール夫人で、のちにポンパドール夫人となる。
ルイ15世
フランス国王。
アベル
本作の語り手。ジャンヌの弟で、姉の行く末を見守っている。
エティオール氏
ジャンヌの夫。
アレクサンドリーヌ
ジャンヌとエティオール氏との間に出来た娘。
リシュリュー公爵

ルソー、ヴォルテール、ダランベール、ディドロ
ジャンヌがサロンで交流を持つ啓蒙思想家たち。

## 書籍情報
小説
世界文化社より2013年9月に発売された。
- ISBN 978-4-418-13510-3

漫画
ヤングジャンプコミックス（集英社）より発売された。
石井美樹子によるコラムも収録されている。
1. 2012年4月 ISBN 978-4088793054
2. 2012年8月 ISBN 978-4088794105
3. 2013年2月 ISBN 978-4088795300
4. 2013年9月 ISBN 978-4088796444